# Rafael Luis Calvo
Rafael Luis Calvo Muñoz fue un actor español, nacido en Madrid el 30 de diciembre de 1911 y fallecido en Barcelona en 1988. 

## Biografía
Rafael Luis y su hermano menor Eduardo Calvo, eran hijos del actor cinematográfico Rafael Calvo. Siguiendo los pasos de su padre, ambos hermanos empezaron a trabajar en el cine en la década de los 40, compaginando pequeños papeles en la pantalla con el doblaje de películas extranjeras; el primero en Barcelona y el segundo en Madrid. Rafael Luis, dotado de voz de galán, se convirtió en el actor de doblaje habitual, en Barcelona, de estrellas como Stewart Granger, Clark Gable (entre otras en Lo que el viento se llevó), John Wayne, Gary Cooper, Gregory Peck y Curd Jürgens, y también se dobló a sí mismo en las películas que interpretó en régimen de coproducción. 
El 28 de septiembre de 1964, mientras viajaba con su turismo por la carretera Madrid-Barcelona, Rafael Luis Calvo sufrió un brutal accidente al chocar su vehículo contra un autobús de línea que venía en dirección contraria en la curva de entrada a Calatayud. Tras sufrir heridas consideradas de pronóstico grave, tuvo que abandonar su carrera como actor cinematográfico y a finales de 1964 decidió dedicarse única y exclusivamente al doblaje de películas, medio en el que ya había adquirido una gran reputación años atrás. Uno de sus últimos trabajos fue el doblaje del Maestro Jonc en la serie de TV Los aurones (1987-88). Poco antes había sido galardonado con el Premio honorífico al conjunto de su carrera en la entrega de los Atriles de oro de La gran noche del doblaje.